# Carex crassiflora
Carex crassiflora är en halvgräsart som beskrevs av Georg Kükenthal. Carex crassiflora ingår i släktet starrar, och familjen halvgräs. Inga underarter finns listade i Catalogue of Life.